# Пелевин, Василий Сергеевич
Васи́лий Серге́евич Пеле́вин (1910—1998) — советский альпинист, заслуженный мастер спорта СССР (1951), старший инструктор альпинизма. В 1949 и 1952 годах восхождения Пелевина занимали первые места на чемпионатах СССР по альпинизму. Участник 2-й Советской Антарктической экспедиции в 1957—1958 годах. Кандидат технических наук.

## Биография
Родился 23 декабря 1910 года в посёлке Щёлково Московской губернии.
В 1938 году закончил Московский институт химического машиностроения, кандидат технических наук в области физики горения применительно к реактивной технике и металлургии. Работал в ЭНИН им. Г. М. Кржижановского и ВНИИ промгаз.
В 1941 году призван в Красную армию Московорецким РВК г. Москвы, а в феврале 1942 года был отправлен на фронт. Во время Великой Отечественной войны был командиром огнемётного взвода на Карельском и Северо-Западном фронтах. После ранения перешёл в танковые войска, принимал участие в битве на Курской дуге, а также в Пражской и Берлинской операциях. К моменту окончания войны имел звание капитана, был начальником химической службы танкового корпуса. Отмечен тремя орденами, в том числе орденами Отечественной войны I (06.04.1985) и II степеней (29.05.1945) и медалями.

### Альпинизм
Занятия альпинизмом Пелевин начал в 1935 году на Кавказе. В 1937 году он окончил школу инструкторов альпинизма ВЦСПС, работал инструктором и старшим инструктором в альплагерях, был тренером в школе инструкторов альпинизма.
Первые спортивные восхождения совершил ещё до войны, однако все значимые восхождения были совершены им уже в послевоенный период. Большую часть восхождений он совершил в составе команды ДСО «Спартак», которой руководил Виталий Михайлович Абалаков. В 1940 году вместе с альпинистами Макатровым и Масловым Пелевин прошёл траверс всех семи вершин Талгарского массива (первопрохождение). В 1947 году Пелевин прошёл траверс горного массива Шхельда и совершил первопроход нового маршрута по северо-восточному гребню на пик Щуровского. В 1948 году он прошёл траверс Безенгийской стены. В 1949 году он совершил прохождение траверса Дыхтау — Коштантау (этот маршрут занял 1 место на чемпионате СССР по альпинизму в классе траверсов). 1950 и 1951 года Пелевин провёл в специальной группе по обеспечению геологических изысканий в Забалькалье в районе хребтов Кодар и Удокан. В 1952 году он в качестве руководителя группы совершил восхождение на вершину Мижирги по северному ребру (маршрут Пелевина, к. с. 5Б), которое поделило первое место на чемпионате СССР в классе технически сложных восхождений с восхождением на Чатынтау по контрфорсу северной стены, совершенным командой Бориса Гарфа. Восхождение на Мижирги по северному ребру считается очень сложным ввиду его большой протяжённости (около 2000 метров), ряда сложных участков и большой высоты над уровнем моря (примерно 5000 метров). Команде Пелевина потребовалось организовать 4 ночёвки на стене, прежде чем они достигли вершины. В 1953 году Пелевин поднялся на северную вершину массива Талгар по западной стене (их маршрут впоследствии назвали маршрутом Пелевина). Пелевин участвовал во 2-й Антарктической экспедиции АН СССР, в рамках которой он был первым руководителем зимовочного состава на станции «Комсомольская» зимой 1957—1958 годов.

## Спортивные достижения

### Чемпионаты СССР по альпинизму
- 1949 год —  1-е место (класс траверсов), траверс вершин Коштантау — Дыхтау с подъёмом на Дыхтау по северному гребню, в команде «Спартак» под руководством Виталия Абалакова, куда также входили Николай Гусак, Валентина Чередова, Яков Аркин, Иван Леонов, Владимир Мартынов, Юрий Москальцов.
- 1951 год —  2-е место (класс траверсов), траверс горных массивов Ушбы — Шхельды, руководитель в команде «Спартак», куда также входили Иван Леонов, Виктор Рубанов, Шакир Тенишев.
- 1952 год — / 1-е/2-е места (технический класс), восхождение на вершину Мижирги по северному ребру, руководитель в команде «Спартак», куда также входили Иван Леонов, Виктор Рубанов, Александр Боровиков, Владимир Кизель.
- 1953 год —  3-е место (технический класс), восхождение на северную вершину массива Талгар по западной стене, руководитель в команде «Спартак», куда также входили Виктор Нагаев, Виктор Рубанов, Константин Королёв.